# شهرستان پرمیشلسکی
شهرستان پرمیشلسکی (به لاتین: Peremyshlsky District) یک شهرستان در روسیه است که در استان کالوگا واقع شده‌است.